# هوش (فلم)
هوش (بالإنجليزية: Hush) هو فيلم رعب أمريكي تم إنتاجه في سنة 2016 من إخراج مايك فلاناغان وبطولة كيت سيجيل وجون غالاغر جونيور ومايكل تروكو وسامانثا سلويان.

## القصة
تدور أحداث الفيلم في إطار تشويقي مرعب، حيث امرأة صماء منعزلة في منزلها، تتعرض لمُطاردة مِن قِبَل قاتل مضطرب عقليًا ومُصاب بالذُهان داخل المنزل، فتحاول الهروب منه والنجاة مع الصعوبة التي تواجهها بسبب صممها.

## البطولة
- كيت سيجيل بدور مادي يونغ
- جون غالاغر جونيور بدور رجل
- مايكل تروكو بدور جون ستانلي
- سامانثا سلويان بدور سارة غرين
- إيميليا غريفس بدور ماكس

## التقييم
حصل الفيلم على تقييم 94% في موقع الطماطم الفاسدة بناءً على 16 مراجعة، في موقع ميتاكريتيك حصل على تقييم 67 من 100 وحصل على 7 انتقادات أغلبها إيجابية. أشاد النقاد على عمل الفيلم ودراما الرعب وستايل الفيلم.

## وصلات خارجية
- مقالات تستعمل روابط فنية بلا صلة مع ويكي بيانات
- هوش على قاعدة بيانات الأفلام على الإنترنت